# Axel Sambro
Axel Leander Olsson Sambro, född 22 april 1903 i Västerås, död 24 januari 1972 på Väddö, var en svensk dekorationsmålare och målare.
Han var son till järnsvarvaren Karl August Olsson (Sambro)?! och Elin Okarina Häll samt från 1948 gift med Dagmar Elisabet Sahlin. Efter uppväxtåren i Västerås kom han under ett besök i Norge i kontakt med Edvard Munch. Detta möte kom att bli avgörande för honom eftersom han under ett års tid fick möjlighet att studera för Munch. Han var därefter verksam som dekorationsmålare och företog vid sidan av arbetet ett flertal resor ibland som sjöman. Under ett besök i Sydamerika 1939–1943 utförde han en monumentalmålning i en av Santos kyrkor. Han blev heltidskonstnär 1947 och debuterade samma år med en separatutställning i Sundsvall som senare följdes av separatutställningar i Åmål, Norrtälje, Hallstavik och på Väddö. Han medverkade i samlingsutställningar arrangerade av Roslagens konstnärsgille. Bland hans offentliga arbeten märks en monumentalmålning i Herrängens Folkets hus som beskriver järnframställningen under vikingatiden. Hans konst består av porträtt, magiska kompositioner med trolltrummor, fjällmotiv från Lappland och Nordnorge, kustmotiv från Roslagen och Ålandshav utförda i olja.          